# Haute vallée de la Pique
Haute vallée de la Pique este o arie protejată (sit de importanță comunitară — SCI) din Franța întinsă pe o suprafață de 8.251 ha, integral pe uscat.

## Localizare
Centrul sitului Haute vallée de la Pique este situat la coordonatele 42°43′27″N 0°35′36″E / 42.72417°N 0.59333°E.

## Înființare
Situl Haute vallée de la Pique a fost declarat arie specială de conservare în baza directivei 92/43 din 1992 referitoare la conservarea habitatelor naturale și a faunei și florei sălbatice pentru a proteja 2 specii de plante și 5 specii de animale.

## Biodiversitate
Situată în ecoregiunea alpină, aria protejată conține 20 de habitate naturale: Turbării active, Păduri de fag acidofile atlantice, cu subarboret de Ilex și, uneori, de asemenea, Taxus, la nivelul arbuștilor (Quercion robori-petraeae sau Ilici-Fagenion), Păduri montane și subalpine de Pinus uncinata (* dezvoltate pe substrat gipsos sau calcaros), Păduri pe pante, grohotișuri și ravene de Tilio-Acerion, Roci stâncoase cu vegetație pionieră de Sedo-Scleranthion sau Sedo albi-Veronicion dillenii, Pajiști uscate seminaturale și facies de acoperire cu tufișuri pe substraturi calcaroase (Festuco-Brometalia) (* situri importante pentru orhidee), Pante stâncoase calcaroase cu vegetație casmofită, Izvoare petrifiante cu formare de travertin (Cratoneurion), Mlaștini alcaline, Grohotișuri calcaroase și de șisturi calcaroase de la nivelul montan până la nivelul alpin (Thlaspietea rotundifolii), Grohotișuri silicioase de la nivelul montan până la nivelul zăpezii (Androsacetalia alpinae și Galeopsietalia ladani), Pante stâncoase silicioase cu vegetație casmofită, Păduri de fag din Europa Centrală dezvoltate pe sol calcaros cu Cephalanthero-Fagion, Pajiști alpine și boreale, Pajiști cu Molinia pe soluri calcaroase, turboase sau argilos-nămoloase (Molinion caeruleae), Ape stătătoare oligotrofe până la mezotrofe, cu vegetație de Littorelletea uniflorae și/sau de Isoëto-Nanojuncetea, Pajiști silicioase din Pirinei cu Festuca eskia, Formațiuni ierboase bogate în specii de Nardus, dezvoltate pe substraturi silicioase în zone montane (și în zone submontane, în Europa continentală), Liziere de ierburi înalte hidrofile de câmpie și de nivel montan până la alpin, Fânețe montane.
La baza desemnării sitului se află mai multe specii protejate:
- plante (2): Androsace pyrenaica, Buxbaumia viridis
- mamifere (2): Galemys pyrenaicus, urs brun (Ursus arctos)
- nevertebrate (2): fluturele auriu (Euphydryas aurinia), Rosalia alpina
- reptile (1): Iberolacerta bonnali

Pe lângă speciile protejate, pe teritoriul sitului au mai fost identificate 9 specii de plante.